# Platygaster burkei
Platygaster burkei är en stekelart som först beskrevs av Sievert Allen Rohwer 1917.  Platygaster burkei ingår i släktet Platygaster och familjen gallmyggesteklar. Inga underarter finns listade i Catalogue of Life.